# OneM2M
oneM2M es un proyecto de asociación global fundado en 2012 y constituido por 8 de las principales organizaciones de desarrollo de estándares de TIC del mundo, en particular: ARIB (Japón), ATIS (Estados Unidos), CCSA (China), ETSI (Europa), TIA (EE. UU.), TSDSI (India), TTA (Corea) y TTC (Japón). El objetivo de la organización es crear un estándar técnico global para la interoperabilidad en lo que respecta a la arquitectura, las especificaciones de API, la seguridad y las soluciones de inscripción para las tecnologías de máquina a máquina e IoT en función de los requisitos aportados por sus miembros.
Las especificaciones estandarizadas producidas por oneM2M permiten que un ecosistema admita una amplia gama de aplicaciones y servicios, como ciudades inteligentes, redes inteligentes, automóviles conectados, domótica, seguridad pública y salud.
La tecnología oneM2M está eliminando la fragmentación en el mundo de IoT. Debido a que es independiente de la tecnología de conectividad o protocolo que se utiliza para el transporte, está diseñado para ser una solución a largo plazo para la implementación de IoT.

## Arquitectura
El estándar oneM2M emplea una arquitectura de plataforma horizontal simple que se ajusta a un modelo de tres capas que comprende aplicaciones, servicios y redes. En la primera de estas capas, las entidades de aplicación (AE) residen dentro de las aplicaciones de dispositivos y sensores individuales. Proporcionan una interfaz estandarizada para administrar e interactuar con las aplicaciones. Las entidades de servicios comunes (CSE) desempeñan un papel similar en la capa de servicios que reside entre la capa de aplicaciones y la capa de red. La capa de red garantiza que los dispositivos, los sensores y las aplicaciones puedan funcionar de manera independiente de la red.

## Historia
oneM2M se formó en julio de 2012 y consta de ocho de las principales organizaciones de desarrollo de estándares (SDO) del mundo, en particular:
- ARIB (Japón),
- ATIS (Estados Unidos),
- CCSA (China),
- ETSI (Europa),
- TIA (EE.UU.),
- TSDSI (India),
- TTA (Corea)
- TTC (Japón).[5]

A estos SDO se unieron seis foros industriales, consorcios u organismos de normalización (Foro de banda ancha, CEN, CENELEC, GlobalPlatform, Consorcio M2M de próxima generación, OMA).
oneM2M comenzó algunos de los primeros trabajos sobre la estandarización de una plataforma común para los sistemas de Internet de las cosas (IoT). En 2018, la TTA de Corea del Sur informó sobre sus esfuerzos de cooperación con la UIT para cerrar las brechas de estandarización mediante la transposición del estándar oneM2M a un estándar de la UIT.

## Desarrollos regionales
Corea del Sur es uno de los principales mercados de soluciones basadas en el estándar oneM2M. El Plan maestro nacional de IoT de Corea del Sur hace referencia explícita a oneM2M como un habilitador estratégico para las aplicaciones de IoT y las empresas que desarrollan soluciones de IoT. La ciudad de Busan está implementando una plataforma abierta basada en oneM2M para respaldar un ecosistema de ciudad inteligente de asociaciones industriales y universitarias.
En Europa, Hewlett Packard Enterprise ha informado de un éxito comercial en los sectores empresarial y de ciudades inteligentes.
En el Reino Unido, una asociación público-privada está utilizando la plataforma IoT basada en estándares oneM2MTM de InterDigital desarrollada por InterDigital para respaldar una prueba de sistemas de transporte inteligente a gran escala. La prueba, oneTRANSPORT, está parcialmente financiada por InnovateUK e involucra a 11 organizaciones del sector público y privado con una huella operativa que cubre cuatro condados contiguos en Inglaterra (Buckinghamshire, Hertfordshire, Northamptonshire y Oxfordshire). El objetivo de la prueba es demostrar varias aplicaciones de planificación de viajes, eventos de transporte y gestión de incidentes.
Bordeaux-Métropole (Gran Burdeos) también optó por el camino de la “ciudad como plataforma” y comenzó con el despliegue de una plataforma IoT basada en oneM2M para soportar todas las nuevas aplicaciones TIC. Hay ventajas considerables en este enfoque cuando se trata de la propiedad de los datos de la ciudad y la gestión responsable de los datos de los ciudadanos de acuerdo con el Reglamento General de Protección de Datos (GDPR) de Europa. Permite la reutilización de datos más allá de los propósitos originalmente previstos y ayuda a evitar el bloqueo de proveedores, alejarse de los silos de datos y sentar las bases para nuevas aplicaciones de TIC entre dominios. Quedó claro que implementar IoT en silos (por ejemplo, iluminación, movilidad, gestión de residuos) limitaría la capacidad de escalar soluciones de ciudades inteligentes. También quedó claro que las plataformas de IoT basadas en estándares abiertos son las más capaces de admitir una amplia gama de aplicaciones de IoT, el intercambio de datos asociados (sujeto a los permisos adecuados) y evitar el bloqueo a los proveedores de tecnología.
El 17 de septiembre de 2020, el Centro de Ingeniería de Telecomunicaciones (TEC) del Departamento de Telecomunicaciones del Gobierno de la India aprobó la transposición de los estándares oneM2M Release 2 para su adopción como estándar nacional en toda la India. .